# Championnat d'Italie de rugby à XV 2006-2007
Navigation
Super 10 2005-2006 Super 10 2007-2008
Le Championnat d'Italie de rugby à XV 2006-2007 oppose les dix meilleures équipes italiennes de rugby à XV. Le championnat débute en 2006 et se termine le 19 mai 2007. Les équipes y participent sous la forme d'un championnat unique en matchs aller-retour. Les quatre premiers sont qualifiés pour les demi-finales et le dernier est relégué.
Le Benetton Trévise bat en finale le Viadana sur le score de 28 à 24 et remporte son 13e titre. Le match se déroule au Stade Brianteo à Monza devant 11 350 spectateurs.

## Liste des équipes en compétition
Le club de Capitolina, vainqueur de la deuxième division, est promu et remplace le Venise Mestre relégué au deuxième échelon. Les dix équipes participant à la compétition sont :
| Calvisano L'Aquila Trévise Parme Padoue Rome Rovigo Catane Viadana |

| Équipe               | Stade                       | Capacité | Ville     |
| -------------------- | --------------------------- | -------- | --------- |
| Calvisano            | Centro Sportivo San Michele | 3 500    | Calvisano |
| L'Aquila             | Stade Tommaso-Fattori       | 9 200    | L'Aquila  |
| Benetton Trévise     | Stadio Comunale di Monigo   | 6 700    | Trévise   |
| Amatori Catane       | Stade Santa-Maria-Goretti   | 10 000   | Catane    |
| Gran Parma SKG       | Stade Sergio-Lanfranchi     | 3 600    | Parme     |
| Parma Overmach       | Stade Sergio-Lanfranchi     | 3 600    | Parme     |
| Petrarca Padoue      | Stadio Plebiscito           | 9 600    | Padoue    |
| Unione R. Capitolina | Campo dell'Unione           |          | Rome      |
| Rovigo               | Stade Mario-Battaglini      | 10 000   | Rovigo    |
| Viadana              | Stade Luigi-Zaffanella      | 6 000    | Viadana   |

## Résultats

### Phase régulière
| Rang | Club                 | J  | V  | N | D  | Bo | Bd | Pm  | Pe  | Diff | Pts |
| ---- | -------------------- | -- | -- | - | -- | -- | -- | --- | --- | ---- | --- |
| 1    | Benetton Trévise (T) | 18 | 14 | 1 | 3  | 9  | 0  | 495 | 276 | +219 | 67  |
| 2    | Rugby Viadana        | 18 | 14 | 0 | 4  | 6  | 0  | 504 | 312 | +192 | 62  |
| 3    | Rugby Calvisano      | 18 | 13 | 0 | 5  | 7  | 0  | 417 | 306 | +111 | 59  |
| 4    | Petrarca Padoue      | 18 | 13 | 0 | 5  | 6  | 0  | 435 | 283 | +152 | 58  |
| 5    | SKG Gran Parma       | 18 | 8  | 1 | 9  | 9  | 0  | 404 | 389 | +15  | 43  |
| 6    | Rugby Parma          | 18 | 8  | 1 | 9  | 8  | 0  | 385 | 378 | +7   | 42  |
| 7    | Capitolina (P)       | 18 | 6  | 1 | 11 | 5  | 0  | 346 | 477 | -131 | 31  |
| 8    | Rugby Rovigo         | 18 | 4  | 0 | 14 | 8  | 0  | 325 | 410 | -85  | 24  |
| 9    | Amatori Catane       | 18 | 4  | 0 | 14 | 7  | 0  | 294 | 531 | -237 | 23  |
| 10   | L'Aquila Rugby       | 18 | 4  | 0 | 14 | 8  | 0  | 280 | 523 | -243 | 16  |

|  | Qualifiés la coupe d'Europe 2007-2008 et pour les demi-finales (no 1, no 2)      |
|  | Qualifiés pour le Challenge européen 2007-2008 et les demi-finales (no 3, no 4). |
|  | Qualifiés pour le Challenge européen 2007-2008 (no 5, no 6)                      |
|  | Relégué (no 10)                                                                  |
|  | T : tenant du titre 2006 ; P : promu 2006                                        |

Attribution des points : victoire : 4, match nul : 2, défaite : 0, ; plus les bonus (offensif : 4 essais marqués ; défensif : défaite par 7 points d'écart ou moins).

### Phase finale

#### Tableau
|  | Demi-finales     | Demi-finales |                  |          | Finale                               | Finale                               |
|  | Demi-finales     | Demi-finales |                  |          | Finale                               | Finale                               |
|  |                  |              |                  |          |                                      |                                      |
|  | 2007             | 2007         |                  |          | 19 mai 2007 au Stade Brianteo, Monza | 19 mai 2007 au Stade Brianteo, Monza |
|  | 2007             | 2007         |                  |          | 19 mai 2007 au Stade Brianteo, Monza | 19 mai 2007 au Stade Brianteo, Monza |
|  | Benetton Trévise | 18 \| 20     |                  |          | 19 mai 2007 au Stade Brianteo, Monza | 19 mai 2007 au Stade Brianteo, Monza |
|  | Benetton Trévise | 18 \| 20     |                  |          | 19 mai 2007 au Stade Brianteo, Monza | 19 mai 2007 au Stade Brianteo, Monza |
|  | Petrarca Padoue  | 20 \| 5      |                  |          | 19 mai 2007 au Stade Brianteo, Monza | 19 mai 2007 au Stade Brianteo, Monza |
|  | Petrarca Padoue  | 20 \| 5      | Benetton Trévise | 28       |                                      |                                      |
|  | 2007             |              | Benetton Trévise | 28       |                                      |                                      |
|  |                  | Viadana      | 24               |          |                                      |                                      |
|  | Viadana          | Viadana      | 24               | 10 \| 30 |                                      |                                      |
|  | Viadana          |              |                  | 10 \| 30 |                                      |                                      |
|  | Calvisano        | 19 \| 19     |                  |          |                                      |                                      |
|  | Calvisano        | 19 \| 19     |                  |          |                                      |                                      |

#### Finale
| 19 mai 2007 | Benetton Trévise | 28 – 24 | Viadana | Stade Brianteo, Monza 11 350 spectateurs Arbitre : G. De Santis |
| 19 mai 2007 |                  |         |         | Stade Brianteo, Monza 11 350 spectateurs Arbitre : G. De Santis |
| 19 mai 2007 |                  |         |         | Stade Brianteo, Monza 11 350 spectateurs Arbitre : G. De Santis |

## Vainqueur
| Entraîneur | Entraîneur             | Craig Green                                               |
| Avants     | Pilier                 | Condorelli, Salvatore Costanzo                            |
| Avants     | Talonneur              | V. Candiago, A. Ceccato, Filippucci, Muccignat, Pelizzari |
| Avants     | Deuxième ligne         | Riva, Sutto                                               |
| Avants     | Troisième ligne aile   |                                                           |
| Avants     | Troisième ligne centre | Faliva, Picone                                            |
| Arrières   | Demi de mêlée          | Barbini, Heidtmann, W. Johnson, Fabio Semenzato, Tejeda   |
| Arrières   | Demi d'ouverture       | Lucchese, Orlando                                         |
| Arrières   | Centre                 | E. Ceccato I, Andrea Marcato, Williams                    |
| Arrières   | Ailier                 | M. Perziano, A. Sartoretto, Sbaraglini, Alberto Sgarbi    |
| Arrières   | Arrière                | Legg, G. Pizarro, Wentzel                                 |

Alberto Lucchese